# Östlicher Erdbeerbaum

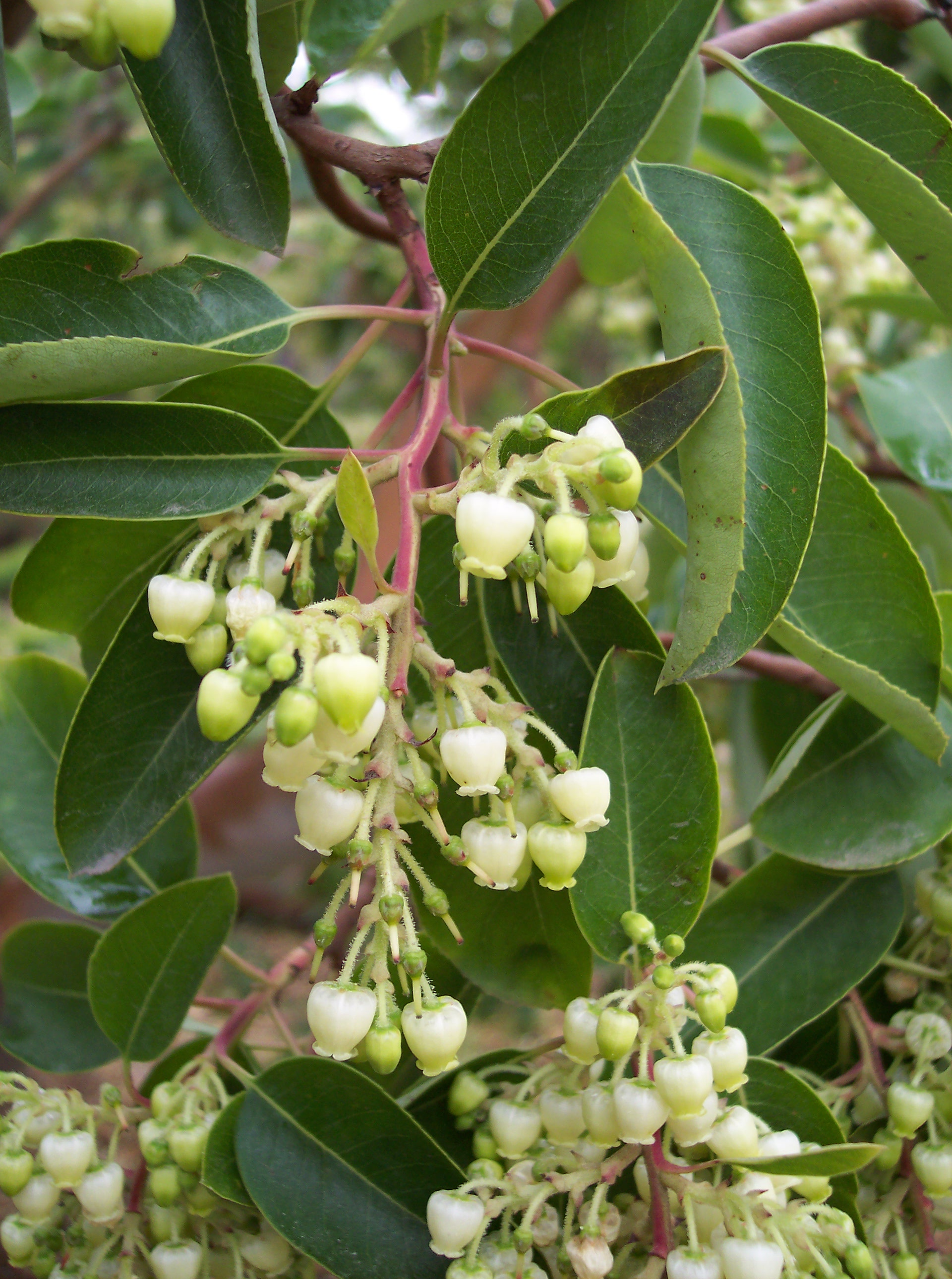
Blütenstand

Der Östliche Erdbeerbaum (Arbutus andrachne) ist ein Laubgehölz aus der Gattung der Erdbeerbäume in der Familie der Heidekrautgewächse (Ericaceae).

## Beschreibung
Der Östliche Erdbeerbaum ist ein immergrüner Strauch oder kleiner Baum mit einer Wuchshöhe von 3 bis über 5, selten bis zu 10 Metern. Stamm und Äste weisen eine glatte, rotbraune Borke auf, die sich in großen, papierigen Fetzen ablöst. Der Stammdurchmesser erreicht über 35 Zentimeter.
Die kurz gestielten, eiförmigen bis länglichen Laubblätter stehen wechselständig und werden etwa 5 bis 10 cm lang. Sie sind ledrig, kahl, ganzrandig bis leicht gesägt, spitz, oberseits dunkelgrün, unterseits leicht graugrün und am Rand fein bewimpert.
Der Östliche Erdbeerbaum  ist protogyn, also vorweiblich. Die Blüten erscheinen von Februar bis April in kurzen, endständigen, aufrechten, etwa 10 cm langen und drüsig-behaarten, vielblütigen Rispen. Die kleinen, zwittrigen und fünfzähligen, gestielten Einzelblüten mit doppelter Blütenhülle sind weiß bis cremefarben. Die Krone ist urnenförmig mit kleinen, ausladenden Lappen und etwa 7 mm lang. Es sind 10 kurze Staubblätter mit behaarten, im unteren Teil verbreiterten Staubfäden und zwei priemlichen Anhängsel an der Spitze vorhanden. Der fünfkammerige, bräunlich behaarte Fruchtknoten ist oberständig mit kurzem Griffel. Es ist ein Diskus vorhanden.
Die fünffächrigen, vielsamigen und essbaren Beeren mit Griffelresten werden 8 bis 12 mm groß. Die kugeligen, wärzlichen Früchte sind anfangs grün und färben sich mit zunehmender Reife orangerot; das Fruchtfleisch ist von mehliger Konsistenz.
Die Chromosomenzahl beträgt 2n = 26.

## Verbreitung
Der Östliche Erdbeerbaum ist ein typisches Gewächs des östlichen Mittelmeerraumes. Er kommt in Macchien und immergrünen Wäldern der Ägäis, in Griechenland, Südalbanien, Kleinasien und der südlichen Krim vor.

## Bilder

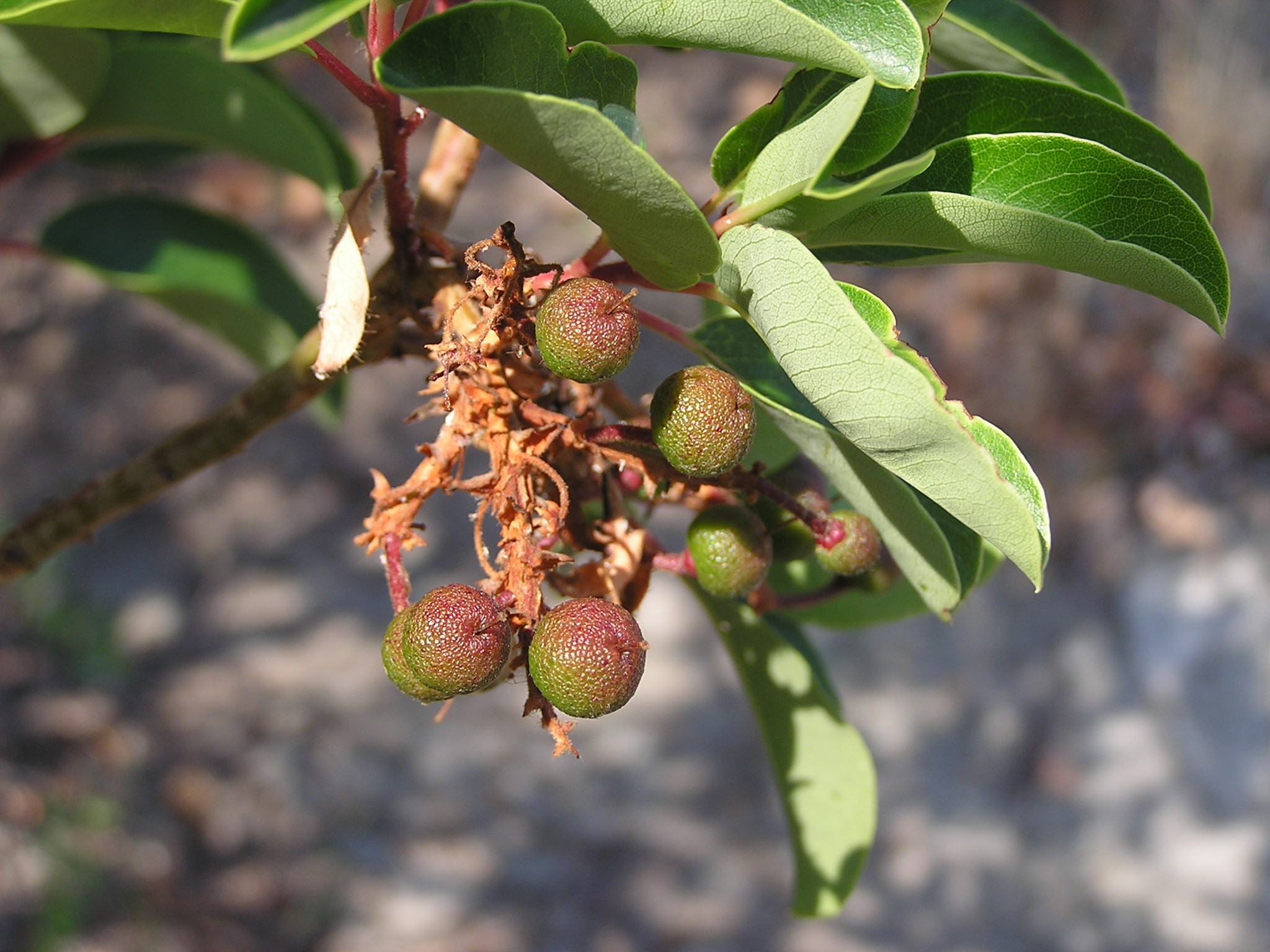
Junge Früchte des Östlichen Erdbeerbaums
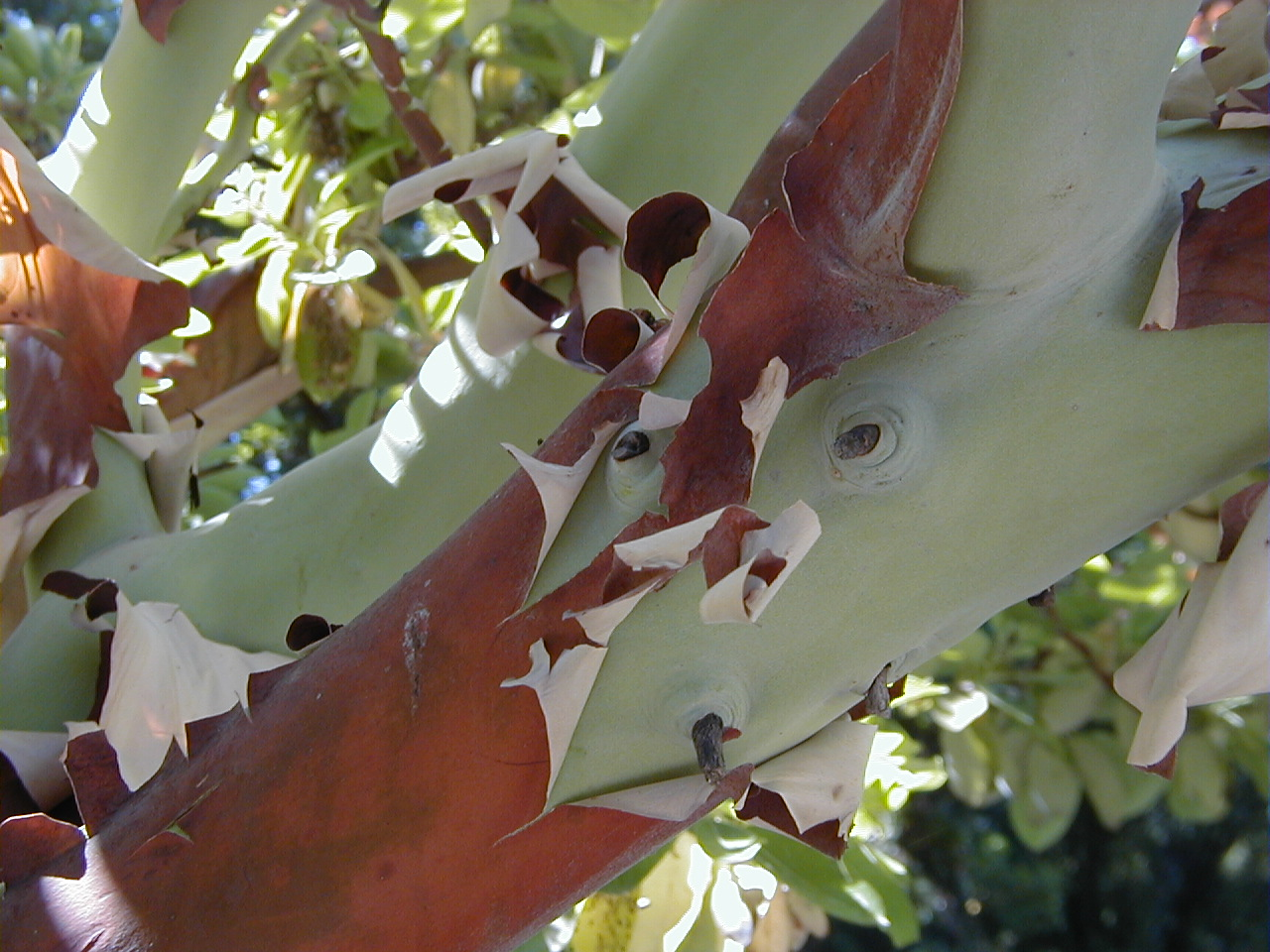
Borke des Östlichen Erdbeerbaums
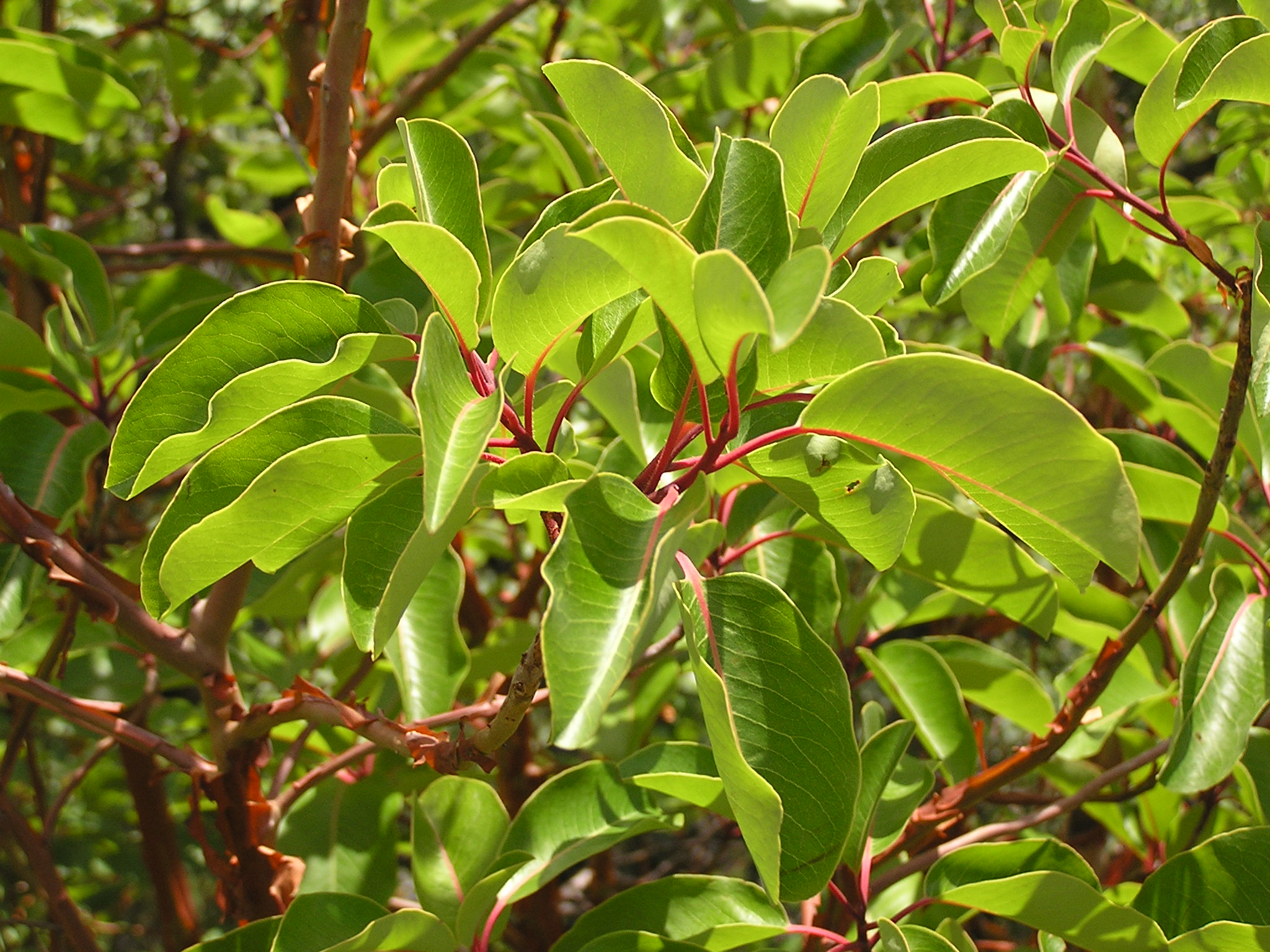
Laubblätter des Östlichen Erdbeerbaums